# Oenocarpus bacaba
Espèce
Classification phylogénétique
Oenocarpus bacaba est une espèce de palmier de la forêt amazonienne produisant des fruits comestibles et pouvant atteindre 25 mètres de haut et 25 cm de diamètre. Il pousse dans les sols sablonneux très drainants du bassin amazonien.

## Noms
Il est appelé bacaba açu, bacaba-de-leque et bacaba verdadeira au Brésil, ungurauy au Pérou, camon ou comou en Guyane française et manoco ou punáma en Colombie. Les termes portugais « bacaba » et espagnols « milpesos » (ou « palma milpesos ») décrivent souvent cette espèce, mais se réfèrent à tous les palmiers Oenocarpus.

## Fruits
L'Oenocarpus bacapa produit plus de fruits que toute autre palmier du centre de l'Amazonie, avoisinant les 2 500 fruits par grappe, celles-ci pesant habituellement environ 3 ou 4 kg, mais pouvant aller jusqu'à 10 kg. Le fruit est une drupe pesant jusqu'à 3 grammes. La multiplication se fait avec les graines qui germent en 60 à 120 jours, avec une croissance lente. La production commence après environ 6 ans lorsque l'arbre fait de 3 à 4 mètres de haut. Les fruits ont une peau pourpre, une chair blanc crème et riche en huile d'une couleur jaune pâle.

## Utilisations
La cuisson des fruits sert à préparer un jus très recherché par les populations locales, bien que généralement moins populaires que l'açai. Leur goût est agréable et rappelle l'avocat[réf. nécessaire]. Le jus est traditionnellement consommé salé ou sucré de façon traditionnelle en Guyane avec de la farine de manioc et du poisson.
Les graines et les restes de la pâte macérés servent à nourrir les porcs et la volaille. Les feuilles sont utilisées pour l'intérieur des maisons et les troncs en bois dur propice à la construction[réf. nécessaire].

## Dans la culture
La ville de Bacabal dans le Maranhão a été appelé ainsi en raison de la grande quantité de palmiers bacaba poussant là-bas[réf. nécessaire].